# Juan Esteban Curuchet
Juan Esteban Curuchet (* 4. Februar 1965 in Mar del Plata) ist ein argentinischer Bahn- und Straßenradrennfahrer. Ab Beginn der 1990er Jahre bis Ende der 2000er Jahre gehörte er zu den weltweit dominierenden Bahnradsportlern in den Disziplinen Punktefahren und Zweier-Mannschaftsfahren. 2008 wurde er Olympiasieger im Zweier-Mannschaftsfahren.

## Sportlicher Werdegang
Juan Esteban Curuchet gewann 1992 bei den Bahn-Radweltmeisterschaften in Valencia die Bronzemedaille im Punktefahren. Im Zweier-Mannschaftsfahren gewann er unter anderem mit seinem Bruder Gabriel Curuchet bei Weltmeisterschaften 1995 Silber und 1997, 2000, sowie 2001 gewann er Bronze. Außerdem holte er sich 2001 die Silbermedaille im Punktefahren. Bei den folgenden Weltmeisterschaften gewann Curuchet jeweils Bronze im Zweier-Mannschaftsfahren und im Punktefahren, und 2003 wurde er erneut Dritter im Zweier-Mannschaftsfahren. 2004 wurde er in Melbourne gemeinsam mit Walter Pérez zum ersten Mal Weltmeister im Zweier-Mannschaftsfahren. Im Punktefahren gewann er im selben Jahr Bronze. Bei den 2006 in Bordeaux sicherte sich Curuchet erneut Bronze im Zweier-Mannschaftsfahren. Bei den Olympischen Sommerspielen 2008 in Peking wurde er zusammen mit Pérez Olympiasieger im Zweier-Mannschaftsfahren.
Auf der Straße gewann Curuchet 1994 die Gesamtwertung bei der Vuelta al Valle. 1997 konnte er die Gesamtwertung des Clásica del Oeste-Doble Bragado für sich entscheiden. Hier war er auch 1998 und im Jahr 2000 erfolgreich. 1998 wurde er argentinischer Meister im Einzelzeitfahren. Diesen Titel konnte er 2002 in Santiago del Estero erneut gewinnen. 2003 gewann er eine Etappe beim Clásica del Oeste-Doble Bragado und entschied auch die Gesamtwertung für sich. In der Saison 2008 war er auf einem Teilstück des Criterium Internacional in Mar del Plata erfolgreich.
Curuchet bestritt 55 Sechstagerennen, von denen er fünf gewann, drei mit seinem Bruder Gabriel, eins zusammen mit Giovanni Lombardi und eins gemeinsam mit Pérez.
Sechsmal zwischen 1984 und 2008 startete Juan Curuchet bei Olympischen Spielen und ist damit der Radsportler mit den meisten Olympiateilnahmen. Er fuhr in der Mannschaftsverfolgung, dem Punkte- sowie dem Zweier-Mannschaftsfahren. 2008 wurde er gemeinsam mit Walter Pérez Olympiasieger im Zweier-Mannschaftsfahren. Daraufhin ernannte der Sportjournalistenverband sie zu Argentiniens Sportlern des Jahres 2008. Im Jahr darauf wurde Curuchet zum dritten Mal argentinischer Zeitfahrmeister. Anschließend beendete er seine aktive Radsportlaufbahn.

## Sonstiges
Im Juni 2009 gründete Juan Esteban Curuchet die Stiftung „Fundación Juan Curuchet“ zur Förderung des Amateursports. Er ist politisch in der Frente renovador aktiv.

## Erfolge

### Bahn
1992

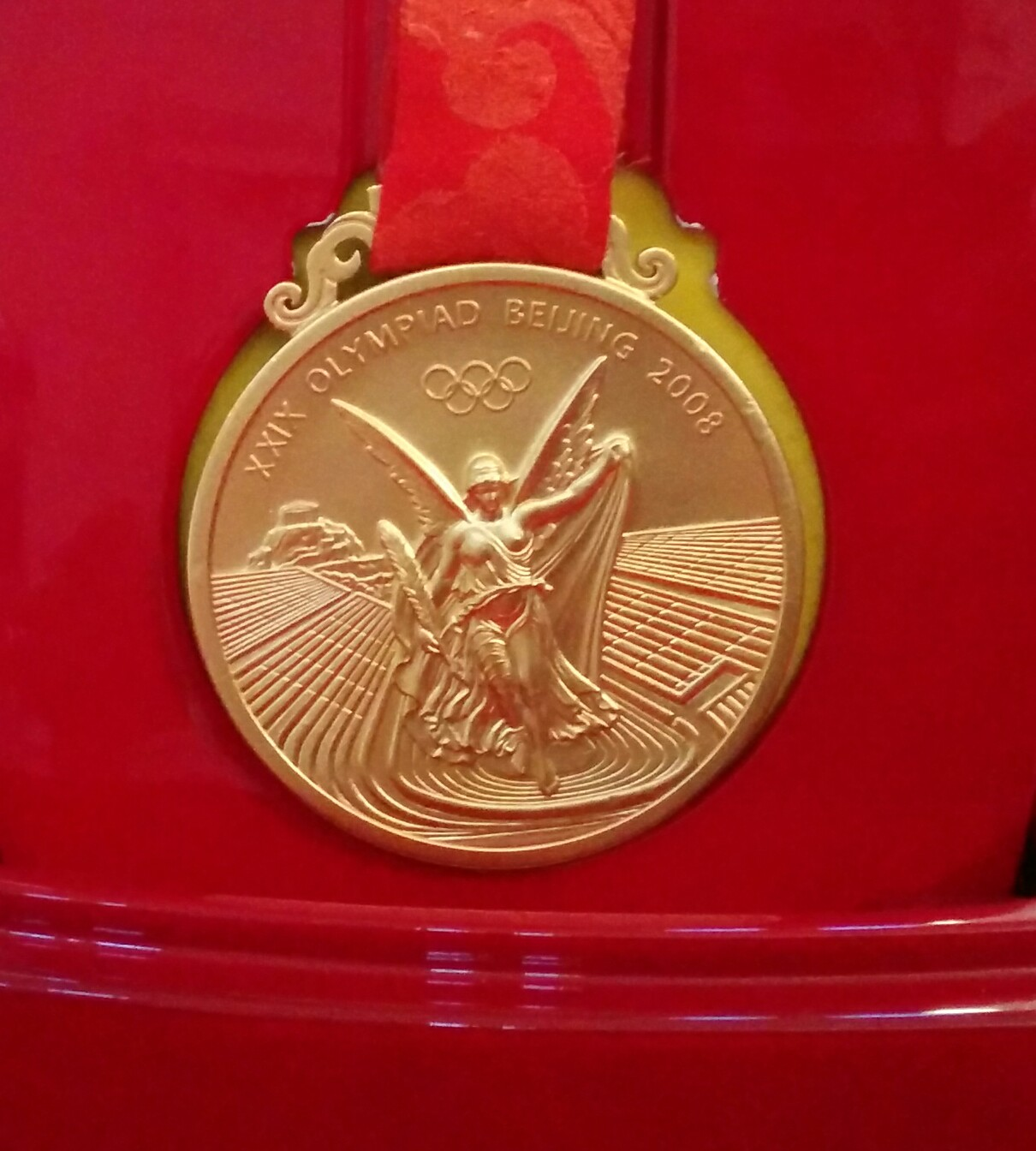
Curuchets Goldmedaille von den Olympischen Spielen 2008

- Weltmeisterschaft – Punktefahren

1995
- Weltmeisterschaft – Zweier-Mannschaftsfahren (mit Gabriel Curuchet)
- Sechstagerennen Mar del Plata (mit Gabriel Curuchet)

1997
- Weltmeisterschaft – Zweier-Mannschaftsfahren (mit Gabriel Curuchet)

1998
- Bahnrad-Weltcup in Cali – Zweier-Mannschaftsfahren (mit Gabriel Curuchet)

1999
- Bahnrad-Weltcup in Cali – Punktefahren
- Bahnrad-Weltcup in San Francisco – Punktefahren
- Sechstagerennen Buenos Aires (mit Gabriel Curuchet)

2000
- Weltmeisterschaft – Zweier-Mannschaftsfahren (mit Edgardo Simón)
- Sechstagerennen Buenos Aires (mit Gabriel Curuchet)

2001
- Weltmeisterschaft – Punktefahren
- Weltmeisterschaft – Zweier-Mannschaftsfahren (mit Gabriel Curuchet)

2003
- Weltcup Aguascalientes – Zweier-Mannschaftsfahren (mit Walter Pérez)
- Weltcup Kapstadt – Zweier-Mannschaftsfahren (mit Walter Pérez)
- Sechstagerennen Fiorenzuola d' Arda (mit Giovanni Lombardi)
- Argentinischer Meister – Zweier-Mannschaftsfahren (mit Walter Pérez)

2004
- Weltmeister – Zweier-Mannschaftsfahren (mit Walter Pérez)
- Weltcup Moskau – Zweier-Mannschaftsfahren (mit Walter Pérez)
- Weltcup Aguascalientes – Punktefahren
- Weltcup Sydney – Zweier-Mannschaftsfahren (mit Walter Pérez)

2005
- Panamerikameister – Punktefahren
- Panamerikameister – Zweier-Mannschaftsfahren (mit Walter Pérez)

2007
- Sechstagerennen Turin (mit Walter Pérez)

2008
- Olympiasieger – Zweier-Mannschaftsfahren (mit Walter Pérez)

### Straße
1992
- eine Etappe Argentinien-Rundfahrt

1994
- Vuelta al Valle

1997
- Clásica del Oeste-Doble Bragado

1998
- Argentinischer Meister – Einzelzeitfahren
- Clásica del Oeste-Doble Bragado

2000
- Clásica del Oeste-Doble Bragado

2002
- Argentinischer Meister – Einzelzeitfahren

2009
- Argentinischer Meister – Einzelzeitfahren

## Teams
- 1989 Giessegi
- 1990 Giessegi
- 1991 Giessegi
- 1992 Rudy Project
- 1992 Supermercados Toledo
- 1993 Supermercados Toledo
- 1994 Supermercados Toledo
- 1995 Supermercados Toledo